# Transport wewnętrzny
Transport wewnętrzny (wewnątrzzakładowy) zaliczany jest do grupy transportu bliskiego, tj. odbywającego się w ramach jednego zakładu, przy czym granicą podziału transportu bliskiego są granice zakładu (lub miejsce przejęcia ładunków dostarczanych do zakładu przez środki transportowe zakładu).

## Podstawowe zagadnienia
Transport wewnątrzzakładowy jest jednym z obszarów działalności przedsiębiorstwa, który bezpośrednio związany jest z logistyką produkcji. Odnosi się on przede wszystkim do przewozów na małe odległości, które zależą od wielkości przedsiębiorstwa produkcyjnego, jego przestrzennego rozproszenia, elementów infrastruktury procesu produkcyjnego, a także ich lokalizacji. Może być również odnoszony do przewozów między sąsiednimi zakładami produkcyjnymi, o ile wynika to z technologii procesu produkcyjnego.
Transport wewnątrzzakładowy definiowany jest jako transport wewnętrzny, bliski czy przemysłowy. W ten sposób określany transport odnosi się do jednego rodzaju przemieszczania, realizowanego na terenie przedsiębiorstwa, poczynając od momentu przyjęcia ładunku, materiałów, surowców itp., poprzez operacje transportu na jego terenie aż do momentu wysłania towaru do klienta.
Transport wewnętrzny jest najczęściej dzielony na:
1. transport składowo-magazynowy,
2. transport produkcyjny:
  1. transport międzywydziałowy,
  2. transport wewnątrzwydziałowy:
    1. stanowiskowy,
    2. międzystanowiskowy.

Transport produkcyjny jest to przemieszczanie ładunków, które związane jest bezpośrednio z procesami produkcyjnymi w przedsiębiorstwie. Obejmuje on transport międzywydziałowy odbywający się pomiędzy np. wydziałami, magazynami lub polami składowymi oraz transport wydziałowy, który obsługuje przewozy np. wewnątrz hali produkcyjnej. W ramach transportu wydziałowego występują przewozy pomiędzy stanowiskami roboczymi czy polami odkładczymi (transport międzystanowiskowy) oraz na samym stanowisku (transport stanowiskowy).
Transport magazynowy jest to transportowanie ładunków, które związane jest z przyjęciem i wydaniem ładunku, a także ich przemieszczaniem, umiejscowieniem w magazynach i na składach.
Transport międzywydziałowy jest elementem transportu produkcyjnego. Obejmuje operacje transportowe między poszczególnymi wydziałami oraz magazynami i polami składowymi lub odkładczymi.
Transport wewnątrzwydziałowy również jest elementem transportu produkcyjnego, lecz obejmuje wyłącznie operacje transportowe wewnątrz hal produkcyjnych. Obsługuje on proces technologiczny.
Transport międzystanowiskowy wchodzi w skład transportu wewnątrzwydziałowego i odbywa się pomiędzy poszczególnymi stanowiskami roboczymi i polami odkładczymi. Zgodny jest z ustaloną kolejnością wykonywanych operacji produkcyjnych, tzw. marszrutą.
Transport stanowiskowy odbywa się zaś na stanowisku roboczym.
Wiele przedsiębiorstw nie uwzględnia faktu, że przepływ materiałów w procesie produkcyjnym i równoległy do niego przepływ informacji, powinny być ujmowane jako integralny system.
Najbardziej typowa dla przedsiębiorstw produkcyjnych jest sytuacja, kiedy odpowiedzialność za poszczególne stadia tych przepływów jest podzielona. W takim ujęciu transport wewnętrzny (wewnątrzzakładowy) postrzegany jest wyłącznie jako proces przemieszczania materiałów, wspomagający inne procesy (np. produkcyjny, magazynowy). Tymczasem działania systemu transportowego muszą być zintegrowane z innymi działaniami przedsiębiorstwa (produkcja, magazynowanie i kontrola stanu, przygotowanie zamówień).
W odniesieniu do zakładu przemysłowego logistyczne podejście polega na zapewnieniu współdziałania wszystkich urządzeń zaangażowanych w przepływie, w tym również urządzeń transportowych, w sposób umożliwiający elastyczną realizację zamówień na zróżnicowane wyroby. Elastyczność ta polega na zdolności dostosowywania strumieni przepływu materiałów do zmian, jakie powstają w procesie wytwarzania odpowiednio do napływu zleceń (zamówień) na wyroby i sytuacji na rynku surowców.
Dzięki elastyczności możliwe jest zmniejszenie nakładów ponoszonych na wprowadzanie zmian produkowanego wyrobu. Miarą tych kosztów mogą być straty czasu powstające wskutek zmian w przepływie oraz opóźnienia w wykonywaniu kolejnych partii coraz to nowych wyrobów składających się na realizację zamówienia.
Krótkie serie wyrobów i znaczne ich zróżnicowanie charakteryzujące wytwarzanie w nowoczesnych zakładach produkcyjnych stwarzają szczególnie duże zapotrzebowanie na elastyczność działania przy równoczesnym spełnieniu warunków ekonomicznych.
Warunkiem uzyskania wysokiego poziomu elastyczności jest, aby właściwy materiał pojawiał się:
- we właściwym czasie,
- we właściwym miejscu,
- w odpowiedniej ilości,
- z uwzględnieniem wszelkiego rodzaju czynników ekonomicznych.

Warunki te oznaczają, że potrzebny materiał nie może być dostarczony ani za późno, ani za wcześnie, a ponadto w takiej ilości, jaka potrzebna jest do kontynuowania procesu wytwarzania. Szczególną wagę odgrywają przy tym czynniki ekonomiczne, które decydują o opłacalności, a więc i celowości zastosowania odpowiednich rozwiązań technicznych.
Z powyższych względów logistyczne podejście do transportu wewnątrzzakładowego obejmuje:
- dobór środków transportowych,
- projektowanie nowych urządzeń transportowych (w tym zautomatyzowanych, a także zrobotyzowanych),
- opracowywanie projektów systemów transportowych (nowych i modernizowanych),
- sterowanie i kontrolę ich działania.

Projektowanie nowych rozwiązań transportu w zakładzie, czy też modernizacja istniejących rozwiązań, wymagają systemowego podejścia, tzn. zbudowania modelu systemu transportu (np. w ujęciu ogólnej teorii systemów) oraz sformułowania metody prowadzenia badań (np. symulacji komputerowej). W zakładach przemysłowych o systemie transportowym w dużej mierze decyduje technologia wytwarzania, która w sposób naturalny narzuca pewne rozwiązania dla transportu. Konieczne jest zatem przeprowadzenie analizy czynników decydujących o rozwiązaniach w sferze transportu.
Przykładowymi grupami czynników wpływających na transport wewnętrzny są:
- parametry dotyczące materiału:
  - rodzaj przemieszczanego materiału (sypki, sztukowy, ciecz, gaz);
  - własności materiału (temperatura, wilgotność, granulacja, gabaryty, masa);
  - zapotrzebowanie (niezbędna ilość materiału w jednostce czasu);
- infrastruktura:
  - drogi (trasy, trajektorie) transportowania materiałów (np. pionowy);
  - charakterystyka otoczenia (wewnątrz hali, na zewnątrz);
  - przestrzenne położenie (rozmieszczenie) obiektów w zakładzie;
- warunki pracy:
  - rodzaj pracy (ciągła, przerywana, dorywcza);
  - przeznaczenie (transport na składowisku, międzywydziałowy, wydziałowy);
- inne:
  - żądana niezawodność działania systemu transportowego (by nie trzeba było zatrzymywać procesu technologicznego);
  - możliwość scalania operacji (np. automatyczne linie obróbkowe);
  - możliwość wyrównywania czasów trwania operacji (ciągły przepływ materiału);
  - prostota obsługi (np. proste urządzenia działające na zasadzie siły ciężkości);
- koszty inwestycji związanych z wprowadzeniem nowych rozwiązań.

Transport wewnętrzny przedsiębiorstwa, obsługuje przede wszystkim proces działalności podstawowej i jest bardzo z nim związany.
Do zadań transportu wewnętrzzakładowego należy przemieszczanie ładunków w obrębie obszaru danego zakładu-przedsiębiorstwa. Może on przybierać różne formy organizacyjne, jako wydzielony oddział (wydział) transportu wewnętrznego, realizujący wszystkie zadania transportowe, albo te środki transportu pozostające w dyspozycji poszczególnych jednostek organizacyjnych przedsiębiorstwa, czyli jego wydziałów lub zakładów, i wykonujące tylko odcinkowe zadania transportowe.
Zagadnienia transportu wewnętrznego nabierają coraz większego znaczenia z punktu widzenia racjonalizacji produkcji i dystrybucji. Każdy bowiem materiał, bądź towar posiada tylko wtedy określoną wartość, jeśli można nim dysponować w miejscu, w którym jest on potrzebny i we właściwym czasie. Istnieje zatem konieczność traktowania transportu nie jako
odrębnej czynności zorientowanej na obiekt, ale jako procesu związanego z realizacją konkretnej funkcji oraz z systemem produkcyjnym. Rozpatrywanie transportu wewnętrznego w ujęciu systemowym pozwala na racjonalizację prostych układów transportowych, ale również na tworzenie ścisłych powiązań w zintegrowanych łańcuchach produkcyjno-dystrybucyjnych.

## Rozmieszczenie dróg wewnętrznych
W większości układy transportu wewnętrznego wymagają precyzyjnej organizacji. Organizacja transportu musi być dostosowana do specyfiki danego przedsiębiorstwa, ponadto powinna zapewniać bezpieczne i niezawodne przemieszczanie ładunków przy minimalnych kosztach. Sprawna organizacja transportu wewnętrznego w przedsiębiorstwie powinna zapewnić przemieszczenie określonej ilości ładunku po możliwie najkrótszych drogach, przy maksymalnym wykorzystaniu, a jednocześnie możliwie najmniejszym zużyciu środków transportowych.
Niezbędnym warunkiem funkcjonowania systemu logistycznego jest istnienie określonej infrastruktury.
Infrastruktura transportu wewnętrznego obejmuje:
- drogi,
- urządzenia transportu wewnętrznego umożliwiającego przemieszczanie zapasów,
- urządzenia pomocnicze ułatwiające zarówno przemieszczanie, składowanie, jak i formowanie jednostek transportowych.

Drogi w transporcie wewnątrzzakładowym są ważnym czynnikiem decydującym o sprawnym i bezpiecznym przemieszczaniu ładunków:
- droga powinna być utwardzona i gładka, odporna na zużycie,
- droga powinna posiadać dobrą przyczepność,
- droga nie powinna być źródłem kurzu przy ruchu środków transportu i pieszych oraz powinna być łatwo zmywalna,
- drogi powinny być w sposób wyraźny i łatwy oznaczone znakami pionowymi i poziomymi[10],
- pochylenia dróg transportowych nie powinny przekraczać 5% a podjazdów na rampy 8%.

Zalecane minimalne szerokości dróg dla silnikowych i bezsilnikowych środków transportu na odcinkach prostych:
Ruch jednokierunkowy :
- tylko dla ruchu środków transportowych – dla bezsilnikowych środków transportu, szerokość środka transportowego z ładunkiem + 60 cm. – dla silnikowych środków transportu, szerokość środka transportowego z ładunkiem + 60 cm.
- dla środków transportowych i ruchu pieszego – dla bezsilnikowych środków transport, szerokość środka transportowego z ładunkiem + 90 cm. – dla silnikowych środków transportu, szerokość środka transportowego z ładunkiem + 100 cm.

Ruch dwukierunkowy :
- tylko dla ruchu środków transportowych – dla bezsilnikowych środków transportu, 2 x szerokość środka transportowego z ładunkiem + 90 cm. – dla silnikowych środków transportu, 2 x szerokość środka transportowego z ładunkiem + 90 cm.
- dla środków transportowych i ruchu pieszego – dla bezsilnikowych środków transport, 2 x szerokość środka transportowego z ładunkiem + 180 cm. – dla silnikowych środków transportu, 2 x szerokość środka transportowego z ładunkiem + 200 cm.

Szerokości dróg transportowych na zakrętach oraz w magazynach, dla silnikowych i bezsilnikowych środków transportowych, powinny być tak dobrane, aby w krańcowych przypadkach luz manipulacyjny między obrysem środka transportowego (ładunku) a skrajnią drogi wynosił co najmniej 15 cm.
Oprócz dróg ważne miejsce w infrastrukturze transportu wewnętrznego zajmują środki transportu do których zalicza się urządzenia transportowe oraz urządzenia pomocnicze.